# دهستان چالدران شمالی
دهستان چالدران شمالی نام دهستانی در بخش مرکزی شهرستان چالدران، استان آذربایجان غربی در ایران است. 
براساس سرشماری مرکز آمار ایران در سال ۱۳۹۵، جمعیت این دهستان برابر با ۷٬۰۷۵ نفر (۱٬۹۵۱ خانوار) بوده‌است. 